# Paracorsia
Paracorsia és un gènere d'arnes de la família Crambidae descrit per H. Marion el 1959 Conté només una espècie, Paracorsia repandalis, descrita per Michael Denis i Ignaz Schiffermüller el 1775. Es troba a la major part d'Europa, excepte Irlanda, Fennoscàndia i la regió bàltica. També s'ha registrat a Àsia central (incloent Iran i Kirguizstan), i Amèrica del Nord (al sud d'Ontario i al nord d'Indiana).
L'envergadura és de 24 a 28 mm. Els imagos apareixen entre abril i octubre, en dues generacions per any.
Les larves s'alimenten d'espècies de trepons, incloses el trepó candeler (Verbascum lychnitis), herba blenera (Verbascum thapsus) i Verbascum phlomoides.